# Пітсбург (Огайо)
Пітсбург (англ. Pitsburg) — селище (англ. village) в США, в окрузі Дарк штату Огайо. Населення — 381 особа (2020).

## Географія
Пітсбург розташований за координатами 39°59′14″ пн. ш. 84°29′15″ зх. д. / 39.98722° пн. ш. 84.48750° зх. д. (39.987255, -84.487565).  За даними Бюро перепису населення США в 2010 році селище мало площу 0,49 км², уся площа — суходіл. В 2017 році площа становила 0,44 км², уся площа — суходіл.

## Демографія
Згідно з переписом 2010 року, у селищі мешкало 388 осіб у 148 домогосподарствах у складі 113 родин. Густота населення становила 792 особи/км².  Було 160 помешкань (326/км²).
Расовий склад населення:
| - 98,7 % — білих - 1,0 % — азіатів - 0,3 % — корінних американців |

До двох чи більше рас належало 0,0 %. Частка іспаномовних становила 0,0 % від усіх жителів.
За віковим діапазоном населення розподілялося таким чином: 27,1 % — особи молодші 18 років, 59,0 % — особи у віці 18—64 років, 13,9 % — особи у віці 65 років та старші. Медіана віку мешканця становила 40,3 року. На 100 осіб жіночої статі у селищі припадало 92,1 чоловіків;  на 100 жінок у віці від 18 років та старших — 102,1 чоловіків також старших 18 років.
Середній дохід на одне домашнє господарство  становив 66 993 долари США (медіана — 60 750), а середній дохід на одну сім'ю — 68 232 долари (медіана — 65 750). Медіана доходів становила 40 125 доларів для чоловіків та 27 500 доларів для жінок. За межею бідності перебувало 7,1 % осіб, у тому числі 10,1 % дітей у віці до 18 років та 1,6 % осіб у віці 65 років та старших.
Цивільне працевлаштоване населення становило 221 осіб. Основні галузі зайнятості: виробництво — 27,6 %, освіта, охорона здоров'я та соціальна допомога — 23,1 %, роздрібна торгівля — 14,0 %, будівництво — 7,2 %.